# Giuseppe Beltrami
Pour les articles homonymes, voir Beltrami.
Giuseppe Beltrami, né le 17 janvier 1889 à Fossano dans le Piémont et mort le 13 décembre 1973 à Rome, est un cardinal italien de l'Église catholique du XXe siècle, créé par le pape Paul VI.

## Biographie
Giuseppe Beltrami étudie à Fossano et à Rome. Il est aumônier à l'armée italienne pendant la Première Guerre mondiale et exerce des fonctions au sein de la curie romaine.
Beltrami  est élu archevêque titulaire de Damas (de) et est consacré par Luigi Maglione avec comme co-consécrateurs Gabriele Vettori (it) et Angelo Soracco. Il est envoyé comme nonce apostolique au Guatemala (en) et au Salvador en 1940. Il est nommé nonce apostolique en Colombie (en) en 1945, nonce apostolique au Liban (en) en  1950 et nonce apostolique aux Pays-Bas (en) en 1959, où il se manifeste comme conservateur dans une province ecclésiastique de plus en plus progressive. Beltrami assiste au IIe concile du Vatican en 1962-1965.
Le pape Paul VI le crée cardinal au titre de Santa Maria Liberatrice a Monte Testaccio lors du consistoire du 26 juin 1967.

## Succession apostolique
Giuseppe Beltrami a ordonné les évêques suivants :
- Évêque Miguel Angel Machado Escobar (pl) (1942)
- Évêque Benjamín Barrera y Reyes (es), M.J. (1942)
- Évêque Raimundo Martín (es), O.P. (1944)
- Évêque Rafael González Estrada (de) (1944)
- Évêque Miguel Ángel García y Aráuz (es) (1944)
- Évêque Luis Pérez Hernández (es), C.I.M. (1946)
- Évêque Camilo Plácido Crous y Salichs (de), O.F.M.Cap. (1947)